# Ramsaudolomit
Der Ramsaudolomit ist eine Schichtenfolge in den Nördlichen Kalkalpen, die überwiegend aus Dolomitgestein besteht. 
Die Bezeichnung wurde von Emil Böse geprägt und geht auf das Vorkommen an den südlichen Abhängen der Reiter Alpe in Ramsau bei Berchtesgaden zurück.

## Geschichte
Die Bezeichnung geht auf das Vorkommen an den südlichen Abhängen der Reiter Alpe, also hin zum Hirschbichl und Klausbachtal in Ramsau bei Berchtesgaden zurück. Der Geologe Emil Böse prägte die Bezeichnung 1895, nachdem er in dieser Gegend Fossilien fand, die ihm eine nähere Bestimmung  ermöglichten. 

## Geologie
Erdgeschichtlich gesehen ist der Ramsaudolomit im Zeitalter der mittleren Trias, d. h. vorwiegend im Ladin im Milieu von subtropischen Lagunen abgelagert worden. Nach der Alpenfaltung mit ihren Deckenbewegungen liegt er heute im Bereich der Berchtesgadener Alpen als Sockel verschiedener lokaler Gebirgseinheiten (Lattengebirge, Reiter Alm, Watzmann, Hochkalter) vor. Aufgrund seiner spröden Konsistenz ist er im Lauf der tektonischen Deckenbewegungen vielfach zerbrochen und liegt im Wesentlichen brekziert vor. Deshalb fällt der Ramsaudolomit in dieser Gegend besonders als Schuttbildner auf, was sehr eindrucksvoll im Wimbachgries, einem im Schutt ertrunkenen Tal, zu beobachten ist. Die Schuttfüllung ist hier bis 300 m mächtig. Weiters findet er sich an der Südflanke des Dachsteinmassivs und als Sockelzone der Gesäuseberge. 
Bei der Bezeichnung Ramsaudolomit muss der kartierende Geologe sich nicht festlegen, ob das Dolomitgestein aus der mittleren oder der oberen Trias stammt. Dies ist meist äußerst schwierig festzulegen, weil in den Dolomitgesteinen Fossilien fehlen bzw. durch die Diagenese unkenntlich wurden. Nur dort, wo aus dem Zeitalter des Karn (unterste Obertrias) Schichten erhalten geblieben sind, ist eine Trennung der oberen und unteren Gesteinsportion im Gelände möglich; der untere Teil wird dann Wettersteindolomit, der obere Hauptdolomit oder Dachsteindolomit genannt. Diese letztere auf die Ramsau am Dachstein bezogene Klassierung (Trauth 1925), die auch Kalk über dem Raibler Niveau umfasst, wird in der modernen Geologie als etwas unglücklich gewählt gesehen, besonders für den „oberen“ Dolomit des Mandlingzuges im Ennstal (Mandlinger Dolomitschuppe) wurde auch Tisoveckalk (Lein 1971) oder Heller Massendolomit als Name vorgeschlagen, mit einer Typlokalität am Waxenegg (Mandl 2005; siehe auch Alpenkalk zur Forschungsgeschichte).

## Zusammensetzung
Ramsaudolomit enthält 99,2 % Dolomit, besitzt eine Rohdichte von 2,85 bis 2,95 g/cm² und einen pH-Wert zwischen 10,1 und 10,3.

## Nutzung
Im Dolomitwerk Oberjettenberg in Schneizlreuth am Fuße der Reiter Alpe wird Ramsaudolomit für die industrielle Verwendung abgebaut. Weitere Steinbrüche befinden sich im Saalachtal zwischen Jettenberg und Reichenhall sowie im Lammertal an der Nordseite der Bundesstraße zwischen Unter- und Oberscheffau.